# Randy Carlyle
Randolph „Randy“ Robert Carlyle (* 19. April 1956 in Greater Sudbury, Ontario) ist ein ehemaliger kanadischer Eishockeyspieler und derzeitiger -trainer. Während seiner aktiven Karriere bestritt der Verteidiger über 1000 Spiele für die Toronto Maple Leafs, Pittsburgh Penguins und Winnipeg Jets in der National Hockey League (NHL). Im Trikot der Penguins, die er zudem als Kapitän anführte, wurde er im Jahre 1981 mit der James Norris Memorial Trophy als bester Verteidiger der Liga aufgezeichnet. Anschließend betreute er als Cheftrainer die Anaheim Ducks und die Toronto Maple Leafs in der NHL, wobei er mit den Ducks in den Playoffs 2007 den Stanley Cup gewann.

## Karriere als Spieler
Randy Carlyle begann seine Karriere 1973 in der kanadischen Juniorenliga OHL bei den Sudbury Wolves. Dort zeigte er seine Qualitäten als Verteidiger, der sowohl Punkten kann, als auch das körperlich harte Spiel beherrscht. In seinem dritten Jahr in Greater Sudbury sammelte er in 60 Spielen 79 Punkte und 126 Strafminuten. Im NHL Amateur Draft 1976 wurde er schließlich von den Toronto Maple Leafs in der zweiten Runde an 30. Position ausgewählt.
Er wechselte sofort zu den Profis und bestritt in seiner ersten Saison 45 Spiele für die Maple Leafs, kam aber auch für deren Farmteam, den Dallas Black Hawks in der CHL, zum Einsatz. Der Einsatz bei den Maple Leafs wäre aber fast durch die Cincinnati Stingers aus der Konkurrenzliga WHA verhindert worden. Ebenfalls 1976 wurde Carlyle von den Stingers im WHA Amateur Draft in der ersten Runde an Position sieben ausgewählt und er unterschrieb einen Vertrag bei dem Team, was er aber gegenüber dem Management der Maple Leafs verneinte. Die Stingers drohten schließlich Carlyle mit einer Klage wegen Vertragsbruch, doch die beiden Teams konnten am Ende eine Einigung erzielen und Carlyle blieb in Toronto.
Nach nur zwei Jahren in Toronto wurde Carlyle im Juni 1978 zu den Pittsburgh Penguins transferiert. Hatte er in seinen ersten beiden Jahren in Toronto nur 18 Punkte erzielt, so schaffte er in der Saison 1978/79 bereits 47 Punkte und er entwickelte sich zu einem der besten Verteidiger dieser Jahre. 1980/81 schaffte er mit 83 Punkten in 76 Spielen die beste Punkteausbeute seiner Karriere und wurde mit der James Norris Memorial Trophy als bester Verteidiger der NHL ausgezeichnet.
Zu Beginn der Saison 1981/82 wurde er zum Mannschaftskapitän der Penguins ernannt und blieb es, bis er am 5. März 1984 zu den Winnipeg Jets transferiert wurde. Sein bestes Jahr in Winnipeg hatte er 1987/88, als er 59 Punkte erzielte. Außerdem setzte er mit 210 Strafminuten einen persönlichen Rekord. Von 1989 bis 1991 führte er das Team als Mannschaftskapitän aufs Eis, spielte danach noch zwei weitere Jahre für die Jets, ehe er 1993 seine Karriere beendete.

### Karrierestatistik
(Legende zur Spielerstatistik: Sp oder GP = absolvierte Spiele; T oder G = erzielte Tore; V oder A = erzielte Assists; Pkt oder Pts = erzielte Scorerpunkte; SM oder PIM = erhaltene Strafminuten; +/− = Plus/Minus-Bilanz; PP = erzielte Überzahltore; SH = erzielte Unterzahltore; GW = erzielte Siegtore; 1 Play-downs/Relegation; Kursiv: Statistik nicht vollständig)

## Karriere als Trainer und Manager
Randy Carlyle blieb nach dem Ende seiner Spielerkarriere der Organisation der Winnipeg Jets erhalten und arbeitete für das Team als Radiokommentator und als Mitglied der PR-Abteilung. 1995 wurde er Assistenz-Trainer der Jets, die aber im Jahr darauf nach Phoenix umzogen und sich in Phoenix Coyotes umbenannten. Carlyle blieb aber in Winnipeg und wurde nur wenige Monate später Assistenz-Trainer der Manitoba Moose aus der International Hockey League. Während der Saison übernahm er den Posten als Cheftrainer und wurde außerdem General Manager des Teams. Nach der Saison 1998/99, die das Team mit 47 Siegen in 82 Spielen abschloss, wurde er von der IHL zum General Manager des Jahres ernannt.
2000 gab er den Posten als General Manager ab. Am Ende der Saison 2000/01 wurde die IHL aufgelöst und das Team wechselte in die American Hockey League. Allerdings hörte Carlyle im Sommer 2001 als Trainer von Manitoba auf, begleitete das Team aber als Präsident des Franchise in die erste AHL-Saison.
2002 löste er sich vollständig von den Manitoba Moose und wurde Assistenz-Trainer bei den Washington Capitals in der NHL und blieb zwei Jahre bei dem Team, ehe er nach Winnipeg zurückkehrte. In der Saison 2004/05 trainierte er noch einmal die Manitoba Moose und führte sie bis in das Halbfinale um den Calder Cup.
Im August 2005 unterschrieb Carlyle einen Vertrag als Cheftrainer der Mighty Ducks of Anaheim in der NHL. Er führte das Team in der Saison 2005/06 in das Finale der Western Conference und konnte mit 43 Siegen, 98 Punkten und 26 Heimsiegen gleich in seiner ersten Saison als Cheftrainer neue Franchise-Rekorde aufstellen.
Das Team benannte sich im Sommer 2006 in Anaheim Ducks um und unter Carlyle zählte es in der Saison 2006/07 zu einem der Favoriten auf den Stanley Cup. Die Ducks wurden ihrer Favoritenrolle gerecht und gewannen den Stanley Cup in der Finalserie gegen die Ottawa Senators. In den folgenden Jahren gelang es dem Team nicht mehr um den Stanley Cup mitzuspielen. Nachdem die Kalifornier in der Saison 2009/10 erstmals nach dem Lockout die Endrunde verpassten, gelang es ihnen eine Spielzeit später dank einem ausgezeichneten Schlussspurt in die Playoffs einzuziehen. In diesen scheiterten sie in der ersten Runde gegen die Nashville Predators. Im August 2011 wurde der Kontrakt von Carlyle, der bis dato auf Saisonende 2011/12 befristet war, vorzeitig bis zum Ende der Saison 2013/14 verlängert. Anfang Dezember 2011 wurde Carlyle von Bruce Boudreau als Cheftrainer der Ducks abgelöst. Die Kalifornier entließen ebenfalls gemeinsam mit Carlyle die beiden Assistenztrainer Dave Farrish und Mike Foligno. Am 2. März 2012 fand er schließlich eine neue Anstellung als Cheftrainer eines NHL-Teams, als die Toronto Maple Leafs nach Ron Wilsons Entlassung Carlyle engagierten.
Nach vier Saisons als Cheftrainer der Maple Leafs entließ ihn General Manager Dave Nonis im Januar 2015; Peter Horachek, der zuvor als Assistenztrainer fungierte, übernahm interimsweise die Nachfolge. Im Juni 2016 kehrte er dann als Cheftrainer zu den Anaheim Ducks zurück, wo er die Nachfolge des entlassenen Bruce Boudreau antrat. Das Team führte er erneut zweimal in die Playoffs, bevor er während der äußerst schwachen Saison 2018/19 im Februar 2019 entlassen wurde.

### Trainerstationen
| Jahre     | Anzahl Saisons | Verein              | Liga | Posten           | erreichte Playoffs | erreichte Titel       |
| 1995–1996 | 1              | Winnipeg Jets       | NHL  | Assistenztrainer | 1                  | keine                 |
| 1996      | bis November   | Manitoba Moose      | IHL  | Assistenztrainer | –                  | –                     |
| 1996–2001 | 5              | Manitoba Moose      | IHL  | Cheftrainer      | 4                  | keine                 |
| 2002–2004 | 2              | Washington Capitals | NHL  | Assistenztrainer | 1                  | keine                 |
| 2004–2005 | 1              | Manitoba Moose      | AHL  | Cheftrainer      | 1                  | keine                 |
| 2005–2011 | 7              | Anaheim Ducks       | NHL  | Cheftrainer      | 5                  | Stanley Cup (2006/07) |
| 2012–2015 | 4              | Toronto Maple Leafs | NHL  | Cheftrainer      | 1                  | keine                 |
| 2016–2019 | 3              | Anaheim Ducks       | NHL  | Cheftrainer      | 2                  | keine                 |

## Erfolge und Auszeichnungen

### Als Spieler
- 1976 OMJHL Second All-Star Team
- 1981 NHL All-Star Game
- 1981 James Norris Memorial Trophy
- 1981 NHL First All-Star Team
- 1982 NHL All-Star Game
- 1985 NHL All-Star Game
- 1989 Silbermedaille bei der Weltmeisterschaft
- 1993 NHL All-Star Game

### Als Trainer
- 2007 NHL All-Star Game
- 2007 Stanley-Cup-Gewinn mit den Anaheim Ducks